# توم بف (سياسي)
توم بف (بالإنجليزية: Tom Pugh)‏ هو سياسي أمريكي، ولد في 1 أغسطس 1949. حزبياً، نشط في حزب العمال المزارعين الديمقراطيين في مينيسوتا والحزب الديمقراطي. وقد انتخب عضو مجلس نواب مينيسوتا.